# Miłosz Jankowski
Miłosz Jankowski, född 17 januari 1990, är en polsk roddare.
Jankowski tävlade för Polen vid olympiska sommarspelen 2016 i Rio de Janeiro, där han tillsammans med Artur Mikołajczewski slutade på 6:e plats i lättvikts-dubbelsculler.